# Zdzisław Namieciński
Zdzisław Namieciński ps. Żuk (ur. 9 września 1921 w Łodzi, zm. 4 kwietnia 2005) – porucznik Armii Krajowej, uczestnik powstania warszawskiego w Zgrupowaniu „Żmija”.

## Życiorys
Syn Antoniego dyrektora Spółdzielni „Społem” w Warszawie i Teodozji z domu Łuszkiewicz. Od 1944 w stopniu kaprala podchorążego, dowódca plutonu 244 Rejonu 2 - Marymont Obwodu Żoliborz. Uczestnik powstania warszawskiego. Od 2 do 16 sierpnia wraz z kompanią „Andrzeja” przebywał w Puszczy Kampinoskiej, zaś od 16 sierpnia walczył na Żoliborzu. Po powstaniu w niewoli. Przebywał w stalagu XI-A Altengrabow, komando - I batalion (nr jeniecki 46376). Po wojnie pracował w Ministerstwie Spraw Zagranicznych.